# Distretto di Boufarik
Il distretto di Boufarik è un distretto della provincia di Blida, in Algeria, con capoluogo Boufarik.